# Jan van Diepenbeek
Jan Antonie van Diepenbeek (Uitgeest, 5 augustus 1903 - Den Helder, 8 augustus 1981) was een Nederlands voetballer.

## Biografie
Jan van Diepenbeek was de zoon van Johannes Franciscus van Diepenbeek en Adriaantje Cornelia Bander. Hij trouwde op 16 juni 1927 met Grietje Gras en had een zoon. Zijn vrouw was de oudere zus van voetballer Roel Gras.
Van 1929 tot en met 1938 speelde Jan van Diepenbeek voor Ajax. Hierbij speelde hij als rechtsback 207 wedstrijden in het eerste elftal. Met het Nederlands elftal speelde hij vier wedstrijden, en hij ging mee naar het WK 1934 in Italië. Daar werd Nederland in de eerste wedstrijd uitgeschakeld door Zwitserland met 2-3. Jan van Diepenbeek speelde uiteindelijk niet in deze wedstrijd, maar wel in de vriendschappelijke revanche een paar maanden later die met 4-2 werd gewonnen. De verdediger met bril is pas op 25-jarige leeftijd lid geworden van Ajax. Daarvoor speelde hij bij EDW, en na zijn tijd bij Ajax heeft hij doorgespeeld bij Wilhelmina Vooruit. Deze laatstgenoemde club fuseerde in 1956  met EDW waarin inmiddels in 1931 Hortus was bijgevoegd, tot WV-HEDW.
Van Diepenbeek overleed drie dagen na zijn 78ste verjaardag.